# مازیاران
مازیاران، روستایی است از توابع بخش فندرسک شهرستان رامیان در استان گلستان ایران.

## جمعیت
این روستا در دهستان فندرسک جنوبی قرار دارد و براساس سرشماری مرکز آمار ایران در سال ۱۳۸۵، جمعیت آن ۶۴۸ نفر (۱۷۸خانوار) بوده‌است.